# Juhász Dorka
Juhász Dorka Kata (Pécs, 1999. december 18. –) magyar válogatott kosárlabdázó, a Minnesota Lynx játékosa a Women’s National Basketball Associationben (WNBA), illetve a Galatasaray kosárlabdázója Törökországban. Egyetemen az Ohio State és a UConn játékosa volt.

## Pályafutása

### Magyarországon
Egyetemi évei előtt a PVSK, a Rátgéber Akadémia és a PEAC-Pécs színeiben játszott.

### Egyetemen

#### Ohio State Buckeyes (2018–2021)
Juhász 2018 márciusában döntött úgy, hogy az Ohio State Buckeyes játékosa lesz, nemet mondva a Missourinek és a Louisville-nek. A 2018-as osztály tizenkettedik legjobb nemzetközi játékosa, illetve ötödik legjobb csatárja volt. Első két szezonjában a csapat legjobb pont-, és lepattanószerzője volt, hárompontos hatékonysága is kiemelkedő volt. Másodéves idényében ötször is beállította saját karriercsúcsát 16 lepattanóval. 2019 decemberében a Sacramento State ellen karriercsúcsnak számító 27 pontja, karriercsúcsnak számító 16 lepattanója, és akkori karriercsúcsnak számító három blokkja volt, amiért megválasztották a hét játékosának. A szezon második felében volt egy hét mérkőzéses sorozata, mikor hatszor is dupla duplát szerzett. Az idényben a döntőig meneteltek a Big East tornán, ahol viszont kikaptak a Marylandtől 82–65-re. Juhásznak 20 pontja volt a fináléban. Harmadik évében ismét beállította karriercsúcsát pontokban és lepattanókban, a korábbit a Miami elleni december 10-én, míg az utóbbit a Maryland ellen január 25-én.
Három szezont töltött a Buckeyes játékosaként, mielőtt úgy döntött, hogy csapatot vált, leginkább azért, hogy fejlődni tudjon és később profi szinten játszhasson. Három idénye során az Ohio egyszer se játszott az NCAA-tornán az egyetem szankciói miatt, egy 2019-es botránnyal kapcsolatban, amely részeként a csapat egyik másodedzője pénzügyi segítséget adott játékosainak, az NCAA szabályait megszegve.

#### UConn Huskies (2021–2023)
A UConn Huskies szerződtette le, ahol olyan játékosokhoz csatlakozott, mint Paige Bueckers és Azzi Fudd. Első szezonjában a csapat második legjobbja volt lepattanók begyűjtésében, mérkőzésenként 5,7-et átlagolt. 2021. december 12-én 16 pontos és 16 lepattanós dupla duplát szerzett a UCLA ellen, amely teljesítményhez a szezonban többször is egy lepattanóra volt. 2022. február 13-án 21 pontja, illetve 4–4 lepattanója és gólpassza volt a Marquette ellen. A DePaul ellen januárban és februárban is kiemelkedően játszott, a korábbi mérkőzésen 12 lepattanó mellett nyolc pontja és négy gólpassza is volt, míg az utóbbi találkozón 22 pontot, nyolc lepattanót és négy gólpasszt szerzett. Az idény végén a Huskies szerepelt az NCAA-torna döntőjében, de Juhász a negyeddöntőben az NC State ellen megsérült, így nem játszott a mérkőzésen.
Második és egyben utolsó connecticuti szezonjában 14,2 pontot átlagolt és összesen 15 dupla duplát szerzett 29 mérkőzésén – amelyből mindegyiken kezdő volt –, illetve a legtöbb blokkja, és második legtöbb gólpassza volt a keretben. November 10-én játszott először az idényben, 14 pontja és 11 lepattanója volt a Northeastern ellen. December 28-án megdöntötte karriercsúcsát, 18 lepattanója volt, szezoncsúcs 22 pont mellett, amelyet ismét beállított a Seton Hall ellen. Február 1-én 19 pontja és 17 lepattanója volt a Providence ellen, majd tíz nappal később 16 pontot és 15 lepattanót szerzett a Georgetown ellen. Március 18-án a Vermont ellen 15 pontja, 10 lepattanója és hat gólpassza volt. 2022 novemberében a UConn Texas elleni mérkőzésén eltörte egyik ujját, ki kellett hagynia hét mérkőzést. A Big East alapszakaszát a UConn ismét megnyerte, de az utolsó mérkőzést egy bokaproblémával Juhásznak ki kellett hagynia. A UConn a nyolcaddöntőig jutott az országos tornán, korábbi csapata, az Ohio State ellen kaptak ki 73–61-re. Juhásznak dupla duplája volt a mérkőzésen, 13 pont mellett 10 lepattanót szerzett. Öt éves egyetemi pályafutása során 1620 pontot és 1191 lepattanót szerzett.

### Klubcsapatokban

#### Minnesota Lynx (2023–)
Juhászt a 16. helyen választotta ki a Minnesota Lynx a 2023-as WNBA-drafton. Május 19-én debütált a Chicago Sky ellen. Öt pontot szerzett, három lepattanó mellett, 15 perc alatt. Az alapszakasz egyetlen újonca lett 2023. július 20-án, aki legalább 15 pontot, 10 lepattanót, három gólpasszt, két labdaszerzést ért el egy mérkőzésen, legalább 70%-os dobóhatékonysággal. A szezon végén a liga legjobb újoncai közé választották.
A 2024-es szezonban a Lynx bejutott a WNBA döntőjébe, 3–2-re kikaptak a New York Libertytől.
Úgy döntött, hogy kihagyja a 2025-ös WNBA-szezont, miután az előző két évet szünet nélkül végigjátszotta az Egyesült Államokban és Olaszországban.

#### PF Schio (2023–2025)
2023-ban aláírt a PF Schio csapatával, hogy a WNBA szünetelése idején az Euroligában játszon a csapattal. 2024. február 18-án olasz kupagyőztes lett, az Umana Reyer Venezia csapatát legyőzve 81–68-ra. Juhász négy pontot és kilenc lepattanót szerzett.

#### Galatasaray (2025–)
2025 júniusában a török Galatasaray bejelentette, hogy leszerződtették Juhászt.

### A válogatottban

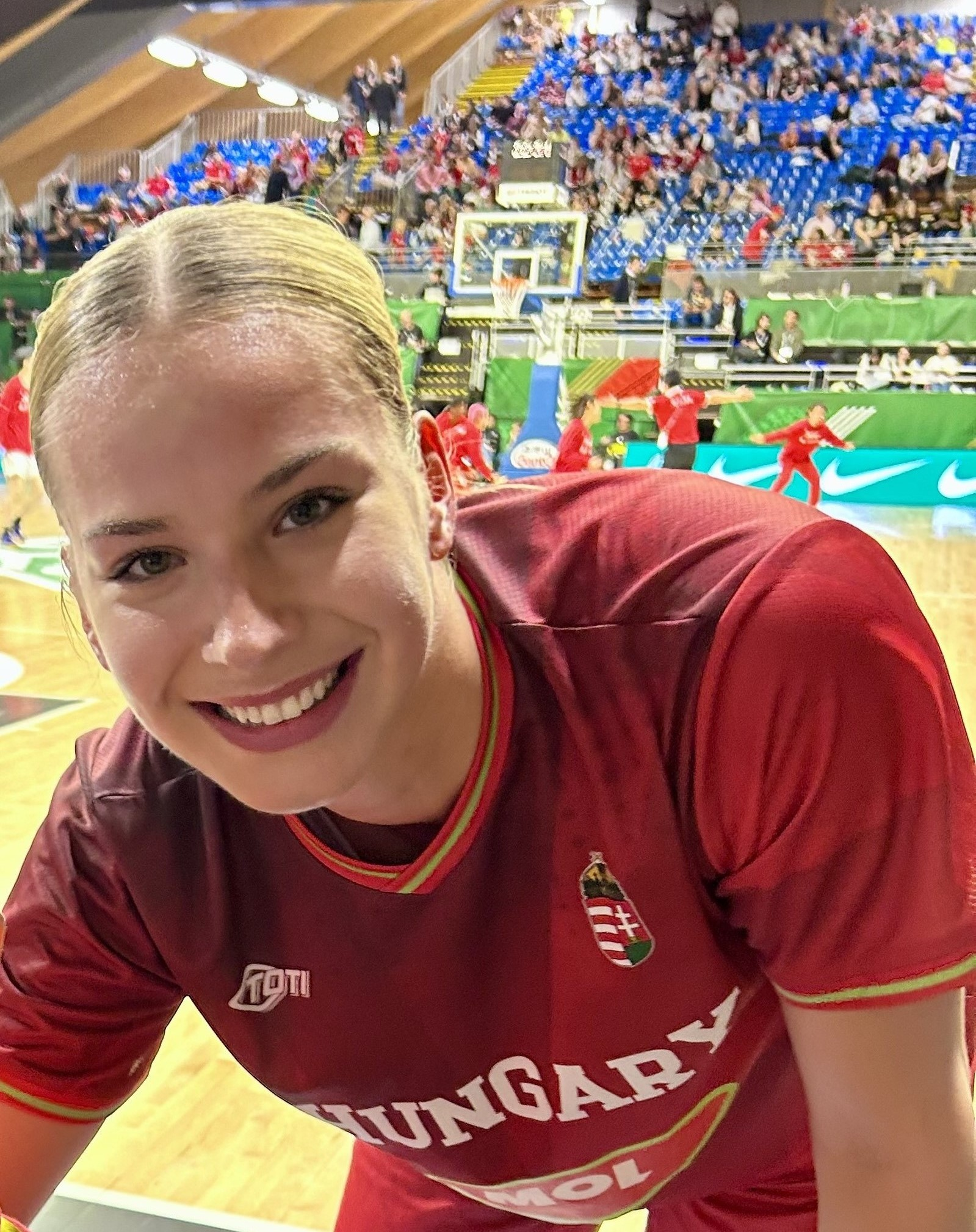
A magyar válogatott színeiben, az olimpiai selejtezőkön 2024-ben

A 2015-ös Európai Ifjúsági Olimpiai Fesztiválon harmadik helyen végzett a magyar csapattal, ugyanebben az évben az U16-os Európa-bajnokságon hetedik lett. A 2016-os U18-as Európa-bajnokság kicsit sikeresebb volt, ötödik helyen végzett a válogatott, amit egy évvel később megismételt. A 2017-es U19-es világbajnokságot hetedik helyen zárta a magyar válogatottal.
Juhász 2023. november 9-én mutatkozott be a felnőtt válogatottban, a Szlovénia elleni 70–51-es győzelem során. 2024 februárjában képviselte a csapatot a soproni olimpiai selejtezőtornán. 11,7 pontot átlagolt, 8 lepattanó és 1,3 gólpassz mellett. A torna harmadik legjobb hatékonysági mutatóját érte el, All Star lett.

## Magánélete
Balázs Hajnalka kosárlabdázó, aki 125 alkalommal volt magyar válogatott, 1991-ben bronzérmes volt a csapattal az Európa-bajnokságon, és Juhász Zsolt lánya. Egy testvére van, Gergely. Háromszoros magyar bajnok és háromszoros kupagyőztes volt a PVSK színeiben. 2024-ben Juhász helyett kapott a Forbes 30/30 listán.

## Statisztika

### Egyetem
| Szezon    | Csapat     | JM  | Pontok | MG%  | 3P%  | BD%  | LP/M | GP/M | L/M | B/M | P/M  |
| --------- | ---------- | --- | ------ | ---- | ---- | ---- | ---- | ---- | --- | --- | ---- |
| 2018–2019 | Ohio State | 27  | 317    | .458 | .254 | .629 | 9,0  | 0,8  | 1,2 | 0,7 | 11,7 |
| 2019–2020 | Ohio State | 31  | 410    | .476 | .396 | .532 | 9,4  | 1,1  | 1,2 | 1,2 | 13,2 |
| 2020–2021 | Ohio State | 17  | 248    | .481 | .203 | .429 | 11,1 | 1,1  | 1,0 | 1,0 | 14,6 |
| 2021–2022 | UConn      | 32  | 234    | .457 | .313 | .429 | 5,7  | 1,7  | 0,5 | 0.5 | 7,3  |
| 2022–2023 | UConn      | 29  | 411    | .503 | .289 | .602 | 9,9  | 3,2  | 1,5 | 1,4 | 14,2 |
| Összesen  | Összesen   | 136 | 1620   | .477 | .301 | .567 | 8,8  | 1,6  | 1,1 | 1,0 | 11,9 |

### Euroliga
| Szezon    | Csapat              | JM | JP/M | P/M | Pontok | LP/M | GP/M | MG%  | 3P%  | BD%  |
| --------- | ------------------- | -- | ---- | --- | ------ | ---- | ---- | ---- | ---- | ---- |
| 2023–2024 | Famila Basket Schio | 13 | 23,6 | 8,2 | 107    | 7,0  | 1,3  | .394 | .250 | .538 |
| Összesen  | Összesen            | 13 | 23,6 | 8,2 | 107    | 7,0  | 1,3  | .394 | .250 | .538 |

### WNBA

#### Alapszakasz
| Év      | Csapat         | JM | KM | JP/M | MG%  | 3P%  | BD%  | LP/M | GP/M | L/M | B/M | P/M |
| ------- | -------------- | -- | -- | ---- | ---- | ---- | ---- | ---- | ---- | --- | --- | --- |
| 2023    | Minnesota Lynx | 38 | 27 | 24,2 | .472 | .271 | .540 | 6,5  | 2,6  | 0,9 | 0,6 | 6,0 |
| Karrier | Karrier        | 38 | 27 | 24,2 | .472 | .271 | .540 | 6,5  | 2,6  | 0,9 | 0,6 | 6,0 |

#### Rájátszás
| Év      | Csapat         | JM | KM | JP/M | MG%  | 3P%  | BD%  | LP/M | GP/M | L/M | B/M | P/M |
| ------- | -------------- | -- | -- | ---- | ---- | ---- | ---- | ---- | ---- | --- | --- | --- |
| 2023    | Minnesota Lynx | 3  | 3  | 24,0 | .500 | .000 | .455 | 5,0  | 2,7  | 0,7 | 0,0 | 5,0 |
| Karrier | Karrier        | 3  | 3  | 24,0 | .500 | .000 | .455 | 5,0  | 2,7  | 0,7 | 0,0 | 5,0 |

## Díjai, elismerései
- Az év magyar kosárlabdázója: 2024[27]